# 47ª Divisione fanteria "Bari"
La 47ª Divisione fanteria "Bari" fu una grande unità di fanteria del Regio Esercito prima e dell'Esercito Cobelligerante Italiano poi, durante la seconda guerra mondiale.

## Storia

### Origini e seconda italo-greca
Le origini della divisione risalgono alla Brigata "Bari", creata nel marzo 1915 su 139º e 140º Reggimento fanteria per partecipare alla prima guerra mondiale, sciolta nel 1920. Il 15 settembre 1939 viene costituita a Bari la 47ª Divisione fanteria "Bari", su 139º e 140º Reggimento fanteria "Bari" e 47º Reggimento artiglieria "Bari". Nell'ottobre 1940 la "Bari" venne inviata sul fronte greco-albanese, assegnata all'11ª Armata (VIII Corpo d'Armata). I reggimenti vi giunsero separatamente uno dopo l'altro: il 140º raggiunse il 2-3 novembre la zona di Leskoviku, mentre il 139º veniva schierata in territorio greco al comando della 3ª Divisione alpina "Julia". Le unità furono immediatamente coinvolte in pesanti scontri con i reparti greci, che tentavano di prendere il controllo di Ponte Perati e che il 20 novembre costrinsero infine gli italiani a ripiegare su Leskoviku e Tserke. I reggimenti della "Bari" si ricongiunsero così il 21 novembre nel settore Perati-Prëmet, schierati a sbarramento della Val Vojussa, dove a metà dicembre furono investiti da violenti attacchi, che respinsero con arditi contrattacchi. Nel gennaio 1941 i greci riuscirono ad infiltrarsi tra le posizioni italiane, costringendo la divisione ad abbandonare le posizioni di Ponte Klisura e ad arretrare sugli abitati di Cuica Fecit, Panari e Bali. Essa resistette fino al 29 gennaio, quando fu sostituita dalla 51ª Divisione fanteria "Siena" e si trasferì a Raskovec, nelle retrovie, per riordinarsi, ricevendo in organico la 152ª Legione CC.NN. d'Assalto "Acciaiata". Tornò in prima linea il 9 marzo, schierata sul costen di Bregu Scialesit tra la 38ª Divisione fanteria "Puglie" e la 59ª Divisione fanteria "Cagliari".
Dal 12 marzo la divisione fu impegnata in operazioni offensive contro le posizioni di Proi Math, Monastir e Bregu Rapit, che si protrarranno senza essere risolutive fino al 23, quando la divisione, a causa delle perdite subite, venne inviata nelle retrovie per riorganizzrsi. All'inizio della seconda offensiva italiana di aprile 1941, la "Bari" venne assegnata alla riserva dell'VIII Corpo d'Armata e schierata sulla rotabile Chiaf-Chiciocut, per partecipare all'avanzata prima lungo la Val Desnizzes e poi lungo la Valle Vojussa, sempre contrastata dalle retroguardie nemiche. Tra il 20 ed il 23 aprile sostenne gli ultimi combattimenti per raggiungere Ponte Perati. Alla fine delle operazioni venne schierata sul confine greco-albanese tra Tsarapiana e Konica e partecipò ad operazioni di rastrellamento.

### Presidio del territorio metropolitano
A giugno la divisione venne rimpatriata ed assegnata alla difesa costiera con la 3ª Armata, prima nella fascia tra Brindisi, Lecce e Taranto, poi, nel settembre 1942, di quella tra Livorno, Pisa e l'Elba.
Dopo un nuovo trasferimento in dicembre nella zona di Roma, tra Cesano e Centocelle, nell'aprile 1943, col nuovo comandante generale Ismaele di Nisio, la divisione venne infine assegnata alla difesa costiera del settore di Oristano, in Sardegna, con il comando a Paulilatino.
Dopo l'arresto di Mussolini, la MVSN divenne la quarta forza armata italiana: la Legione Camicie Nere "Acciaiata" venne così ridenominata 152ª Legione MVSN; in seguito, con l'assorbimento della MVSN da parte dell'esercito del Regno del Sud, la legione divenne il 1º novembre il 152º Reggimento fanteria ed infine, il 19 novembre 1943, il 340º Reggimento fanteria.

### Resistenza e cobelligeranza
Dopo l'annuncio dell'armistizio di Cassibile i reparti della divisione si portarono tra Bosa e Macomer per contenere i tedeschi in ritirata verso la Corsica, che furono progressivamente spinti verso il nord dell'isola fino a Buddusò e circondati nella loro testa di ponte di Santa Teresa Gallura. Il 17 aprile la divisione aveva così preso il controllo di tutta la costa nord-orientale, sgomberata dalla Wehrmacht. Nell'ambito della riorganizzazione dell'Esercito Cobelligerante Italiano, il 21 settembre 1944 il Comando di Divisione venne sciolto ed il personale venne assegnato in Sicilia al Comando della Divisione di Sicurezza Interna "Aosta", mentre i 139º, 140º e 340º Reggimento fanteria ed il 47º Reggimento artiglieria vennero riconfigurati e ridenominati rispettivamente 3º, 4º, 5º e 6º Reggimento Guardie, assegnati alle Divisioni di Sicurezza Interna ed a quelle Ausiliarie,
La 47ª Compagnia mista telegrafisti/marconisti venne messa alle dipendenze del Comando Militare della Sardegna nella sede di Bortigali.

#### La strage del pane
Il 19 ottobre 1944 militari del 139º Reggimento fanteria "Bari", dal 30 settembre 1944 utilizzato per costituire la IV Brigata Sicurezza Interna, furono responsabili della cosiddetta strage del pane, l'uccisione di 24 uomini e il ferimento di 158 cittadini inermi, tra cui donne e bambini, sparando e lanciando due bombe a mano contro una folla di civili che protestavano per la fame, la mancanza di pane e l'indipendenza siciliana, a Palermo davanti a Palazzo Comitini (allora sede della prefettura e oggi della provincia.

## Ordine di battaglia: 1941
- Comandante fanteria divisionale Gen. B. spe Giuseppe Cortese dal 1º agosto 1942.
- 139º Reggimento fanteria "Bari"
- 140º Reggimento fanteria "Bari"
- 152ª Legione Camicie Nere "Acciaiata"
  - CLII Battaglione CC.NN. "Lecce"
  - CLV Battaglione CC.NN. "Matera"
  - 152ª Compagnia CC.NN. mitraglieri
- 47º Reggimento artiglieria "Bari"
- XLVII Battaglione mortai da 81
- 47ª Compagnia cannoni controcarro da 47/32
- 55ª Compagnia genio artieri
- 47ª Compagnia mista telegrafisti/marconisti
- una sezione sanità
  - 427º Ospedale da campo
  - 428º Ospedale da campo
- una sezione sussistenza
- una autosezione
- una sezione CC.RR.

## Comandanti: 1939-1944
- Gen. D. Mario Zaccone (10 giugno -14 novembre 1940)
- Gen. B. Achille d'Havet (15 novembre 1940 - 15 febbraio 1941)
- Gen. D. Matteo Negro (16 febbraio - 30 novembre 1941)
- Col. Rogero Giannotti (interim)
- Gen. B. Ernesto Ferone (1º dicembre 1941 - 9 marzo 1943)
- Gen. B. Giuseppe Cortese (interim)
- Gen. D. Ismaele Di Nisio (10 marzo - novembre 1943)
- Gen. B. Emanuele Bianco di San Secondo
- Gen. B. Carlo Petra di Caccuri (interim)